# 賽珀特鎮區 (阿肯色州懷特縣)
賽珀特鎮區（英語：Cypert Township）是位於美國阿肯色州懷特縣的一個行政鎮區。

## 地方資料
賽珀特鎮區的面積為167.14平方千米，當中陸地面積為162.98平方千米，而水域面積為4.16平方千米。根據2010年美國人口普查的數據，當地共有人口283人，而人口密度為每平方千米1.69人。